# روباه ترکمنی
روباه ترکمنی، روباه سردم سیاه، قَرساق یا فَنَک (نام علمی: Vulpes corsac) نوعی روباه است که در نواحی استپی، بیابانی، و نیمه‌بیابانی آسیای میانه زندگی می‌کند. این روباه کمی از روباه معمولی کوچکتر است و رنگ روشنی دارد. کُرساک نام این حیوان در زبان روسی میباشد.

## شکل ظاهری
روباه ترکمنی کوچکتر از روباه قرمز می‌باشد و پاهایش نسبتاً بلندتر و گوشش کوچکتر است که در قاعده پهن می‌شود و دندانهای کوچک و همچنین جمجمه‌ای پهن دارد. رنگش خاکستری می‌باشد و با ته رنگ نقره‌ای-خاکستری و قهوه‌ای روشن و قرمز. زیر پوزه‌اش سفید است. طول بدنش بین ۵۰ تا ۶۰ سانتیمتر است و طول دمش بین ۲۲ تا ۳۵ سانتیمتر و پشتشان سفید مایل به قرمز هست.
جثه این روباه، کوچک‌تر و دست‌وپای آن، بلندتر از روباه معمولی است و مشخصه اصلی آن دم نسبتاً کوتاهی به‌شمار می‌رود که برخلاف سایر گونه‌ها، انتهای آن به زمین نمی‌رسد. روباه ترکمنی در فصل زمستان، موهایی بسیار بلند و به‌رنگ خاکستری متمایل به سفید دارد که این رنگ در تابستان، به رنگ نخودی مایل به قرمز و موها تغییر پیدا کرده و موهای آن نیز کوتاه می‌شود.
تشخیص روباه ترکمنی از روباه معمولی کار دشواری نیست. پشت گوش‌های روباه ترکمنی به همان رنگ بدنش یعنی دارچینی‌رنگ است و روباه معمولی پشت گوش‌هایش سیاه‌رنگ. ضمن اینکه روباه معمولی نوک دمش سفید است و نوک دم روباه ترکمنی سیاه‌رنگ. کوچکی جثه، بادامی‌تربودن چشم‌ها و اندازه دمش هم تشخیصش را آسان می‌کند.

## بوم‌شناسی و رفتار

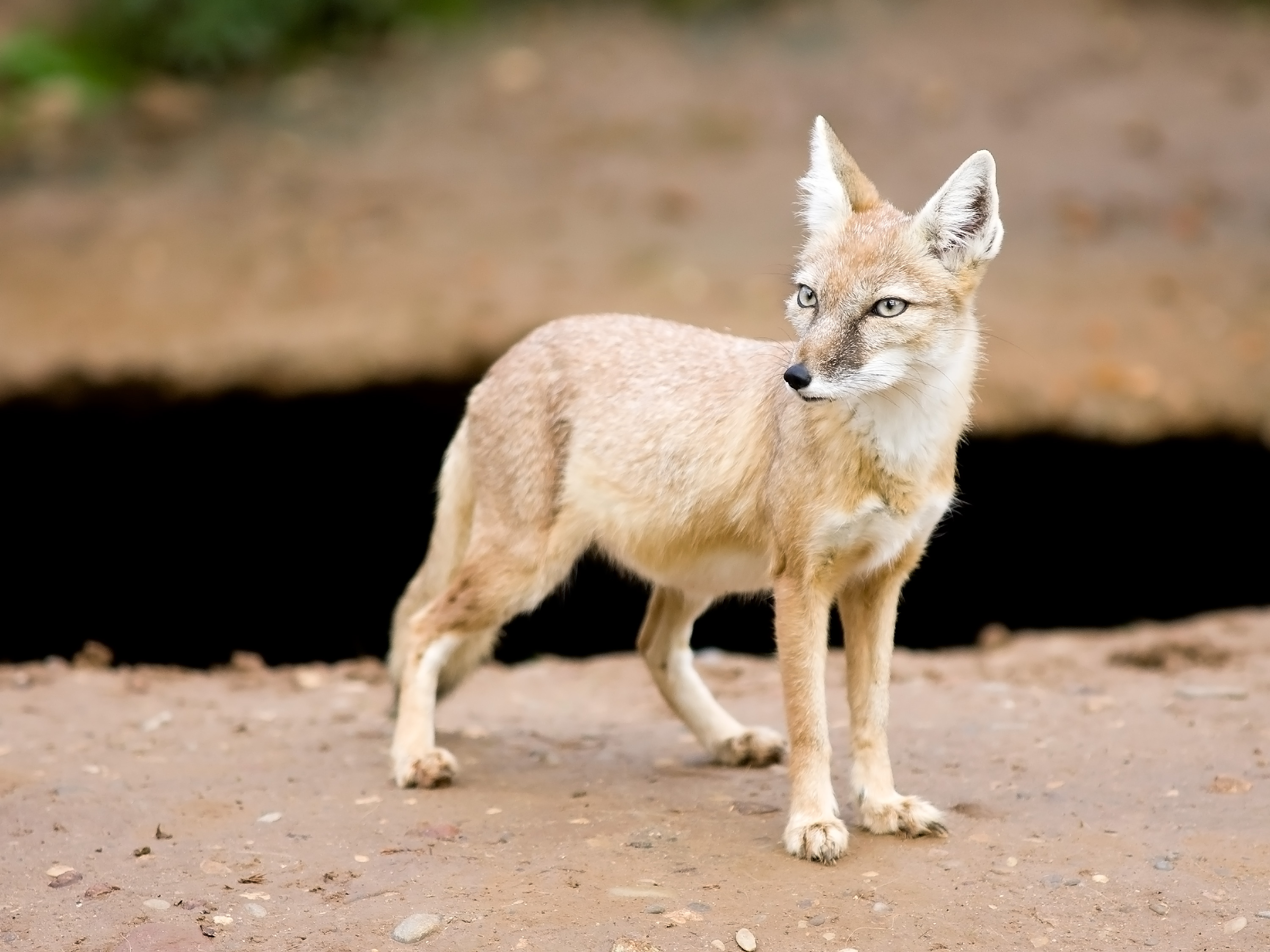
روباه ترکمنی در پوشش تابستانی

زیستگاه این حیوان اغلب در زمین‌های باز، استپی، خشک بیابانی و نیمه‌بیابانی یا دارای درختچه بوده و از زندگی در سرزمین‌های جنگلی و کوهستانی و همین‌طور بیابان‌های واقعی که شن‌های روان دارند، اجتناب می‌کند.
پراکندگی این روباه در آسیای مرکزی است و از شمال قفقاز تا شمال‌شرقی چین را شامل می‌شود. کشورهای ایران (فقط در ناحیه ترکمن‌صحرا)، قزاقستان، روسیه، افغانستان، ترکمنستان، ازبکستان، شمال چین و مغولستان محل سکونت این جانور هستند.
روباه ترکمنی به خوبی برای زندگی در مناطق خشک تکامل پیدا کرده‌است. این حیوان نیاز کمی به آب دارد و بیشتر آب مورد نیاز خود را از غذایش به دست می‌آورد. غذای روباه ترکمنی بیشتر شامل حشرات و جوندگان کوچک مثل وُل، جربیل، همستر و سنجاب زمینی می‌شود، البته گاهی جانوران بزرگتری چون خرگوش صحرایی و خرگوش بی‌دم را شکار می‌کند و ممکن است از مردار یا زباله‌های انسان‌ها هم تغذیه کند. روباه ترکمنی هرچند عمدتأ گوشتخوار است اما گاهی به سراغ میوه‌ها و گیاهان دیگر هم می‌رود به ویژه زمانی که شکاری پیدا نکند. دشمنان طبیعی این جانور هم گرگ، و پرندگان شکاری بزرگ همچون عقابها، سنقرها و شاه‌بوف هستند.
روباه ترکمنی حیوانی شبگرد است و پیوسته در حال جابجایی و مهاجرت است. آن‌ها قلمرو ثابتی ندارند که از آن دفاع کنند و نسبت به سایر روباه‌ها اجتماعی‌ترند و گاهی به صورت دسته‌جمعی زندگی می‌کنند. این روباه توانایی شکار روی برف عمیق را ندارد و به همین جهت در زمستان‌های سخت پناهگاهی یافته و در آن می‌ماند و روباه‌هایی که در قسمت‌های شمالی‌تر زندگی می‌کنند در فصل زمستان تا ۶۰۰ کیلومتر را به سمت جنوب مهاجرت می‌کنند. گزارش شده که آن‌ها در هنگام مهاجرت گله‌های آنتیلوپ را دنبال می‌کنند، البته نه برای شکار آن‌ها بلکه برای اینکه در برف کوبیده شده پشت سر آن‌ها به راحتی حرکت کنند.
روباه ترکمنی برای در امان ماندن از برف و بوران و دشمنان پناهگاهی زیرزمینی برای خود پیدا می‌کنند. آن‌ها خودشان توانایی کندن زمین را دارند اما بیشتر ترجیح می‌دهند پناهگاه حیواناتی چون موش خرما، سنجاب زمینی یا گورکن را تصاحب کنند.
این گونه حیوانی بسیار چابک و زیرک است و می‌تواند از درختان بالا برود. در گذشته شکار آن با عقاب متداول بوده‌است. بعضی نیز آن را به عنوان حیوان خانگی نگهداری می‌کرده‌اند. این روباه، سرعت کمی دارد، به طوری که یک سگ معمولی می‌تواند آن را به آسانی بگیرد.

## تولید مثل
زمان جفت‌گیری این حیوان در اواسط زمستان می‌باشد. طول دوره بارداری حیوان ماده ۸ هفته است و بین ۲ تا ۶ توله به دنیا می‌آورد. توله‌ها در ۹ و ۱۰ ماهگی قادر به تولید مثل می‌باشند و در سال دوم زندگی جفت‌گیری می‌کنند. روباه ترکمنی ۳ تا ۱۲ سال بسته به شرایط زندگی عمر می‌کند.

## تهدیدها
شکار مهم‌ترین تهدید علیه این جانور است. این حیوان برای پوستش شکار می‌شود و چون خیلی کند می‌دود شکارچیان به راحتی آن را می‌گیرند. در اواخر قرن نوزدهم در هر سال حدود ۱۰ هزار روباه ترکمنی برای پوستشان شکار می‌شدند. با این حال جمعیت کلی این جانور با خطری مواجه نیست به خصوص با توجه به اینکه محل زندگی آن کم‌جمعیت است و سکونتگاه آن چندان تخریب نشده‌است.